# Multi-Faktor-Authentisierung
Die Multi-Faktor-Authentifizierung (MFA), auch Multifaktor-Authentisierung, ist eine Verallgemeinerung der Zwei-Faktor-Authentisierung, bei der die Zugangsberechtigung durch mehrere unabhängige Merkmale (Faktoren) überprüft wird.
Das Bundesamt für Sicherheit in der Informationstechnik hat in seinen IT-Grundschutzkatalogen auch Empfehlungen zur Multi-Faktor-Authentisierung für Cloudanwendungen herausgegeben.

## Faktoren
Möglich sind mehrere Faktoren. Verbreitet sind zurzeit
- „knowledge“, also „Wissen“, etwas, das der Nutzer weiß (beispielsweise ein Passwort),
- „ownership“, also „Besitz“, etwas, das nur der Nutzer besitzt (beispielsweise ein Mobiltelefon),
- „inherence“, also „Inhärenz“, etwas, das der Nutzer ist (beispielsweise ein Fingerabdruck),[2]
- „location“, also „Ort“, ein Ort, an dem sich der Nutzer befindet.[3]

Als Beispiel für mehrere Faktoren kann das Geld-Abheben an einem Geldautomaten betrachtet werden: Der Bankkunde muss seine Bankkarte besitzen („ownership“) sowie seine PIN kennen („knowledge“).

### Wissen
Wissen ist der meistgenutzte Faktor zur Authentisierung. Beispiele sind Passwörter, aber auch ein Geburtsdatum und andere Sicherheitsfragen.

### Besitz
Authentisierung durch Besitz kann physisch durch SmartCards erfolgen oder auch digital durch kryptographische Schlüssel.

### Inhärenz
Zu Inhärenz zählen insbesondere biometrische Authentisierungsmethoden wie der Fingerabdruck, Gesichtserkennung, Sprecherauthentifizierung oder Iris-Erkennung.

## Angriffe
Die häufige Authentisierung durch SMS kann über verschiedene Wege ausgehebelt werden. So können unter Android gefälschte Apps Zugriff auf eingegangene SMS erhalten und diese an Cyberkriminelle weiterleiten.
Zudem können Angriffe direkt auf das im Mobilfunknetz verwendete Signalling-System-7-Protokoll (SS7) abzielen: Angreifer können SMS, die zur Authentisierung bestimmt sind, auf ein von ihnen kontrolliertes Mobiltelefon umleiten und so den zusätzlichen Sicherheitsfaktor aushebeln. Auf diese Weise wurden 2017 bei einem groß angelegten Angriff Kunden des Mobilfunkanbieters O2 durch unberechtigte Abbuchungen von ihren Bankkonten betrogen. Durch ein Datenleck bei einem Versender von Zwei-Faktor-SMS konnte der Chaos Computer Club 2024 fast 200 Millionen SMS von mehr als 200 Unternehmen einsehen.

## Gesetzgebung

### Europäische Union
Seit dem 1. Januar 2021 sind europäische Kreditinstitute durch die Zahlungsdiensterichtlinie PSD2 dazu verpflichtet, dem Kunden eine SKA (Starke Kundenauthentifizierung) anzubieten. Die bedeutet, dass Transaktionen durch zwei unabhängige Merkmale aus den Kategorien Wissen, Besitz und Inhärenz bestätigt werden müssen.

## Patente
Der Unternehmer und Internetaktivist Kim Dotcom behauptete 2013 öffentlichkeitswirksam, die Zwei-Faktor-Authentisierung erfunden und im Jahr 2000 zum Patent angemeldet zu haben. Ebenso hielt er ein europäisches Patent. Die Europäische Union entzog ihm jedoch im Jahr 2011 das Patent, unter anderem, weil AT&T ebenfalls ein Patent auf die Technologie angemeldet hatte, jedoch bereits 1995.
Dotcoms Patent in den USA hat zwar weiter Bestand, jedoch hält AT&T auch dort ein älteres Patent.

## Verwandte Artikel
- Zwei-Faktor-Authentisierung